# Maszt radiowy

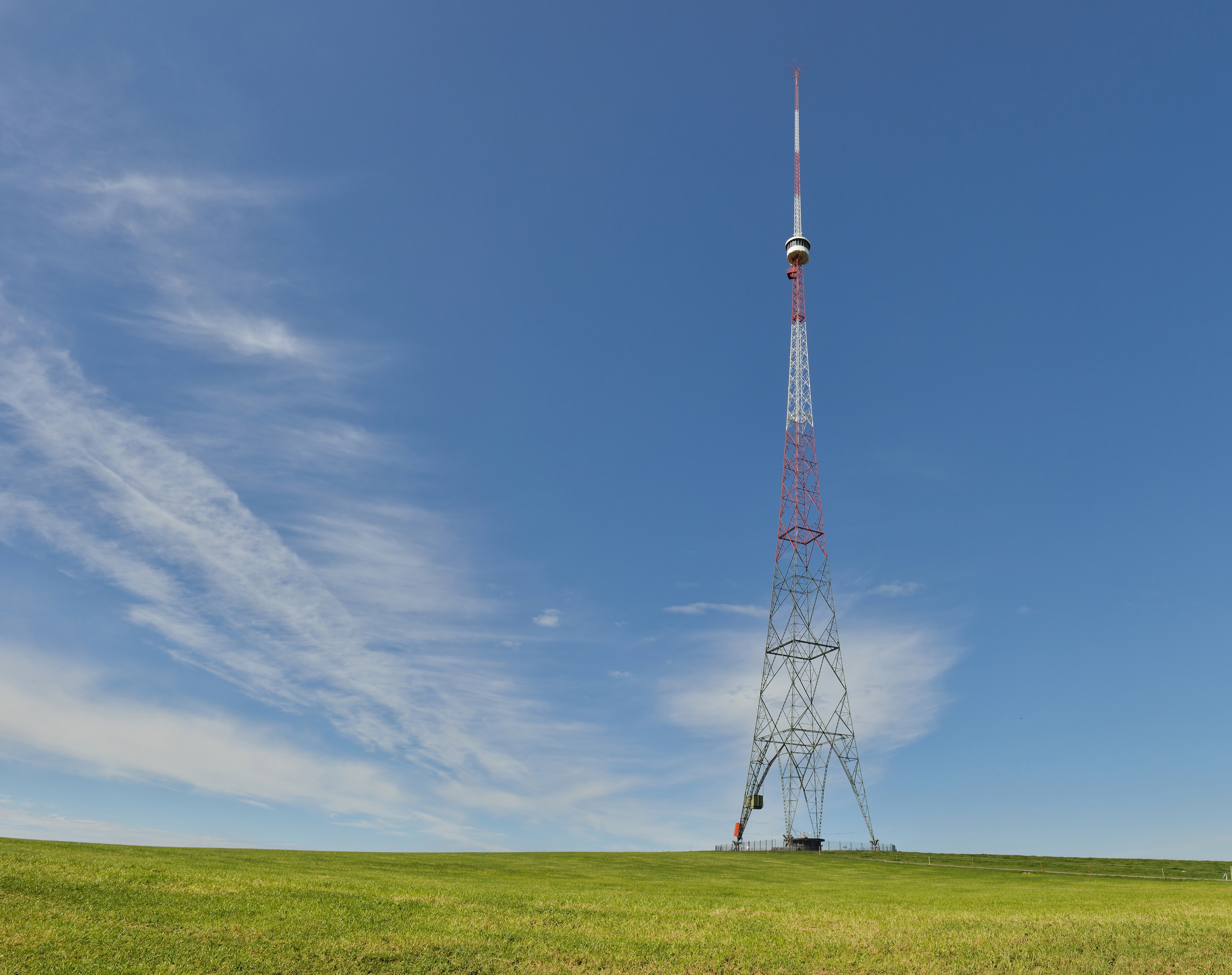
Maszt radiowy w pobliżu Beromünster w Szwajcarii

Maszt radiowy – maszt służący do zawieszenia anteny nadawczej lub odbiorczej, najczęściej konstrukcji stalowej, kratownicowej, odizolowany elektrycznie od ziemi. 
Najwyższym masztem w historii był maszt radiowy w Konstantynowie w Gąbinie. Po jego zniszczeniu, najwyższym masztem radiowym pozostaje KVLY/KTHI TV Mast, w Blanchard w Stanach Zjednoczonych.